# Ашуров Урунбай Ашурович
Урунбай (Урумбай) Ашурович Ашуров (Ashurov Urunboy; 1903, місто Новий Маргілан, тепер місто Фергана, Узбекистан — розстріляний 20 жовтня 1938, місто Сталінабад, тепер Душанбе) — таджицький радянський партійний і державний діяч, 1-й секретар ЦК КП(б) Таджикистану (1937), Голова Ради народних комісарів Таджицької РСР (1937). Входив до складу особливої трійки НКВС СРСР.

## Біографія
Народився в узбецькій родині бідного дехканина, яка у пошуках роботи переселилася в Новий Маргілан з Худжанда. З 1911 року навчався в узбецькій мектебе. У 1915 році закінчив трирічну російсько-тубільну школу в місті Скобелєв (Фергана), потім навчався в міському училищі (1915—1916).
У травні 1916 — лютому 1917 року — хлопчик в магазинах Ахмедбаєва і Цейтіна у місті Скобелєв (Фергана).
У березні 1917 — листопаді 1919 року — учень складача, складач друкарні Ферганського обласного управління. У 1919 році вступив до комсомолу.
Член РКП(б) з травня 1919 року.
У грудні 1919 — травні 1920 року — у Червоній армії: табельник збройових майстерень Ферганського фронту.
У травні 1920 — лютому 1923 року — на чекістській оперативній роботі в органах ВНК/ДПУ в містах Скобелєв і Маргілан, був заступником уповноваженого Ферганського обласного відділу ДПУ по Маргеланському повіті.
У березні — травні 1923 року — тимчасовий виконувач обов'язків завідувача організаційного відділу Маргеланского повітового комітету КП(б) Туркестану.
У червні 1923 — серпні 1924 року — заступник голови Маргеланского повітово-міського революційного комітету; заступник голови Ферганського повітово-міського революційного комітету. У серпні 1924 — серпні 1925 року — голова виконавчого комітету Ферганської повітово-міської ради.
У вересні 1925 — січні 1927 року — відповідальний секретар Ферганського повітово-міського комітету КП(б) Узбекистану.
У січні — березні 1927 року — відповідальний секретар Організаційного бюро ЦК КП(б) Узбекистану по Андижанському округу. У березні 1927 — серпні 1929 року — відповідальний секретар Андижанского окружного комітету КП(б) Узбекистану.
У вересні 1929 — грудні 1930 року — слухач курсів марксизму-ленінізму при Комуністичній академії ЦВК СРСР у Москві.
У січні — грудні 1931 року — голова Середньо-Азіатського колгоспцентру.
У грудні 1931 — грудні 1932 року — заступник завідувача організаційного відділу Середньо-Азіатського бюро ЦК ВКП(б).
У січні 1933 — жовтні 1934 року — завідувач відділу культури і пропаганди ленінізму Середньо-Азіатського бюро ЦК ВКП(б).
З 3 січня 1935 по 20 серпня 1936 року — 2-й секретар ЦК КП(б) Таджикистану.
У липні — грудні 1936 року — відповідальний інструктор ЦК ВКП(б).
З 16 січня по 4 жовтня 1937 року — 1-й секретар ЦК КП(б) Таджикистану, одночасно з лютого по жовтень 1937 року — Голова Ради народних комісарів Таджицької РСР.
З 10 липня 1937 року входив до складу особливої трійки, створеної за наказом НКВС СРСР від 1937 № 00447, брав активну участь у сталінських репресіях.
4 жовтня 1937 року був заарештований органами НКВС СРСР. 20 жовтня 1938 року за вироком Воєнної колегії Верховного суду СРСР розстріляний в Сталінабаді. Реабілітований посмертно 19 грудня 1956 року.

## Нагороди
- орден Трудового Червоного Прапора
- почесна грамота ЦВК Узбецької РСР